# Pafnuti Tchebychev
Pafnuty Lvovich Chebyshev (russo:  Пафну́тий Льво́вич Чебышёв; IPA: [pɐfˈnutʲɪj ˈlʲvovʲɪtɕ tɕɪbɨˈʂof]) (perto de Moscou, 4 de maio/16 de maio de 1821 — São Petersburgo, 26 de novembro/8 de dezembro de 1894)) foi um matemático russo considerado o pai fundador da matemática russa.
Chebyshev é conhecido por suas contribuições fundamentais para os campos da probabilidade, estatística, mecânica e teoria dos números. Diversos conceitos matemáticos importantes recebem seu nome, incluindo a desigualdade de Chebyshev (que pode ser usada para provar a lei fraca dos grandes números), o teorema de Bertrand–Chebyshev, os polinômios de Chebyshev, o mecanismo de Chebyshev e o viés de Chebyshev.

## Transcrição
O sobrenome Chebyshev foi transliterado de várias maneiras diferentes, como Tchebichef, Tchebychev, Tchebycheff, Tschebyschev, Tschebyschef, Tschebyscheff, Čebyčev, Čebyšev, Chebysheff, Chebychov, Chebyshov (de acordo com falantes nativos de russo, esta forma oferece a pronúncia em inglês mais próxima da pronúncia correta em russo antigo) e Chebychev, uma mistura entre transliterações inglesas e francesas considerada errônea. É um dos pesadelos de recuperação de dados mais conhecidos na literatura matemática. Atualmente, a transliteração inglesa Chebyshev ganhou ampla aceitação, exceto pelos franceses, que preferem Tchebychev. A transliteração correta de acordo com a ISO 9 é Čebyšëv. A Sociedade Americana de Matemática adotou a transcrição Chebyshev em suas Mathematical Reviews.
Seu primeiro nome vem do grego Paphnutius (Παφνούτιος), que por sua vez tem origem no copta Paphnuty (Ⲡⲁⲫⲛⲟⲩϯ), significando "aquele que pertence a Deus" ou simplesmente "o homem de Deus".

## Biografia

### Primeiros anos
Um de nove filhos, Chebyshev nasceu na vila de Okatovo no distrito de Borovsk, província de Kaluga. Seu pai, Lev Pavlovich, era um nobre russo e rico proprietário de terras. Pafnuty Lvovich foi inicialmente educado em casa por sua mãe Agrafena Ivanovna Pozniakova (em leitura e escrita) e por sua prima Avdotya Kvintillianovna Sukhareva (em francês e aritmética). Chebyshev mencionou que sua professora de música também desempenhou um papel importante em sua educação, pois ela "elevou sua mente à exatidão e à análise".
A marcha de Trendelenburg afetou a adolescência e o desenvolvimento de Chebyshev. Desde a infância, ele mancava e andava com uma bengala, por isso seus pais abandonaram a ideia de que ele se tornasse um oficial na tradição familiar. Sua deficiência o impedia de participar de muitos jogos infantis e ele se dedicou, em vez disso, à matemática.
Em 1832, a família mudou-se para Moscou, principalmente para cuidar da educação de seus filhos mais velhos (Pafnuty e Pavel, que se tornariam advogados). A educação continuou em casa e seus pais contrataram professores de excelente reputação, incluindo (para matemática e física) o professor sênior da Universidade de Moscou  ru, que havia ensinado, entre outros, o futuro escritor Ivan Turgenev.

### Estudos universitários
No verão de 1837, Chebyshev passou nos exames de registro e, em setembro daquele ano, iniciou seus estudos matemáticos no segundo departamento filosófico da Universidade de Moscou. Seus professores incluíram N.D. Brashman, N.E. Zernov e D.M. Perevoshchikov, dentre os quais parece claro que Brashman teve a maior influência sobre Chebyshev. Brashman o instruiu em mecânica prática e provavelmente lhe mostrou o trabalho do engenheiro francês J.V. Poncelet. Em 1841, Chebyshev recebeu a medalha de prata por seu trabalho "cálculo das raízes de equações", que havia concluído em 1838. Neste, Chebyshev derivou um algoritmo de aproximação para a solução de equações algébricas de grau n baseado no método de Newton. No mesmo ano, concluiu seus estudos como "candidato mais destacado".
Em 1841, a situação financeira de Chebyshev mudou drasticamente. Havia fome na Rússia, e seus pais foram forçados a deixar Moscou. Embora não pudessem mais sustentar seu filho, ele decidiu continuar seus estudos matemáticos e se preparou para os exames de mestrado, que duraram seis meses. Chebyshev passou no exame final em outubro de 1843 e, em 1846, defendeu sua tese de mestrado "Um Ensaio sobre a Análise Elementar da Teoria da Probabilidade". Seu biógrafo Prudnikov sugere que Chebyshev foi direcionado para este assunto após conhecer livros recentemente publicados sobre teoria da probabilidade ou sobre a receita da indústria de seguros russa.

### Anos adultos
Em 1847, Chebyshev promoveu sua tese pro venia legendi "Sobre integração com a ajuda de logaritmos" na Universidade de São Petersburgo e assim obteve o direito de lecionar lá como professor. Naquela época, alguns dos trabalhos de Leonhard Euler foram redescobertos por P. N. Fuss e estavam sendo editados por Viktor Bunyakovsky, que encorajou Chebyshev a estudá-los. Isso viria a influenciar o trabalho de Chebyshev. Em 1848, ele submeteu seu trabalho A Teoria das Congruências para um doutorado, que defendeu em maio de 1849. Foi eleito professor extraordinário na Universidade de São Petersburgo em 1850, professor ordinário em 1860 e, após 25 anos de docência, tornou-se professor emérito em 1872. Em 1882, deixou a universidade e dedicou sua vida à pesquisa.
Durante sua docência na universidade (1852–1858), Chebyshev também lecionou mecânica prática no Liceu Alexander em Tsarskoe Selo (hoje Pushkin), um subúrbio meridional de São Petersburgo.
Suas realizações científicas foram a razão de sua eleição como acadêmico júnior (adjunto) em 1856. Mais tarde, tornou-se membro extraordinário (1856) e em 1858 membro ordinário da Academia Imperial de Ciências. No mesmo ano, tornou-se membro honorário da Universidade de Moscou. Aceitou outros cargos honorários e foi condecorado várias vezes. Em 1856, Chebyshev tornou-se membro do comitê científico do ministério da educação nacional. Em 1859, tornou-se membro ordinário do departamento de artilharia da academia com a adoção da chefia da comissão para questões matemáticas de acordo com artilharia e experimentos relacionados à balística. A academia de Paris o elegeu membro correspondente em 1860 e membro estrangeiro pleno em 1874. Em 1878, Chebyshev apresentou um artigo sobre corte de vestuário, inspirado por uma palestra de Édouard Lucas, à Associação Francesa para o Avanço das Ciências.
Em 1893, foi eleito membro honorário da Sociedade Matemática de São Petersburgo, que havia sido fundada três anos antes.
Chebyshev morreu em São Petersburgo em 8 de dezembro de 1894.

## Contribuições matemáticas

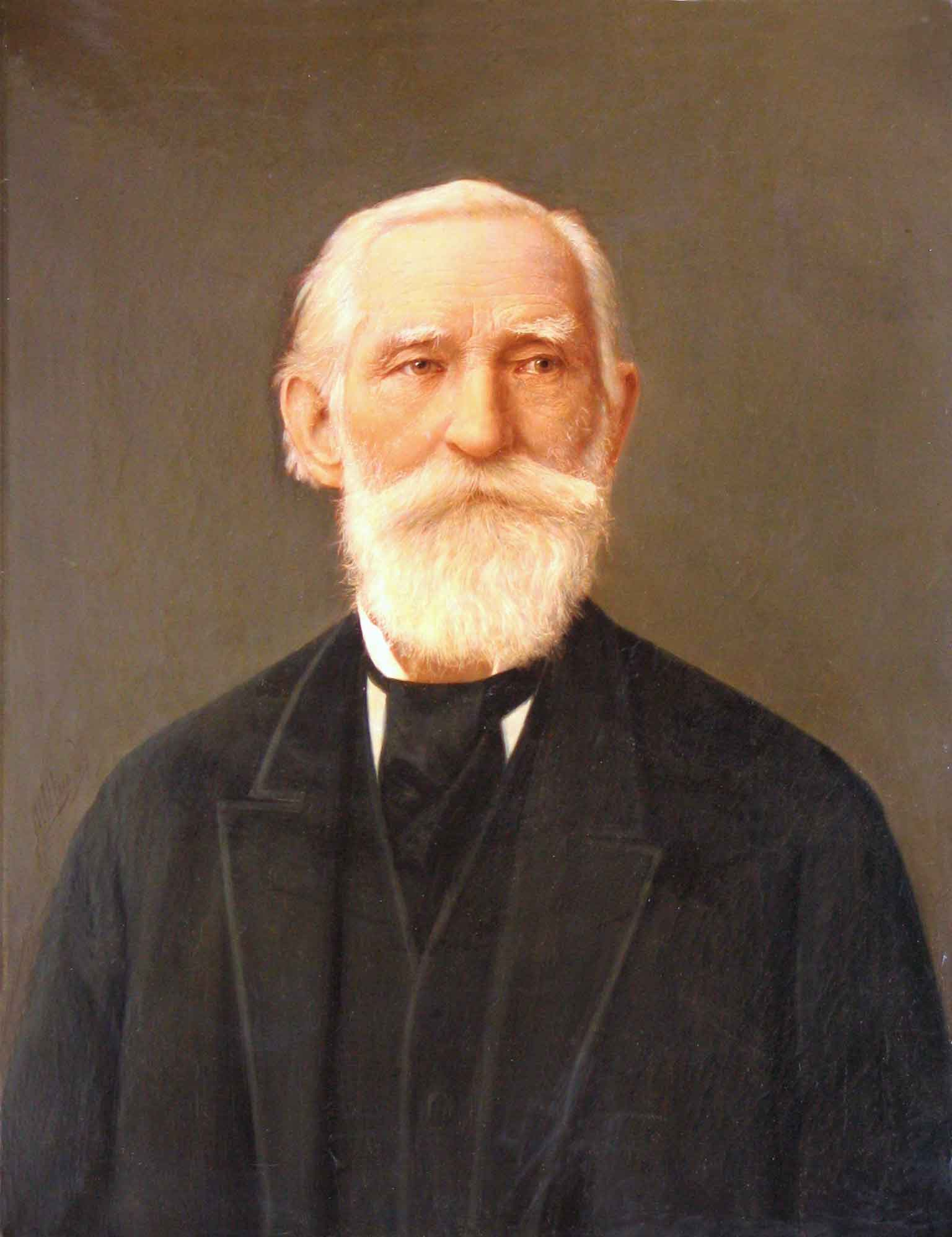
Pafnuty Chebyshev

Chebyshev é conhecido por seu trabalho nos campos da probabilidade, estatística, mecânica e teoria dos números. A desigualdade de Chebyshev afirma que se {\displaystyle X} é uma variável aleatória com desvio padrão σ > 0, então a probabilidade de que o resultado de {\displaystyle X} esteja a {\displaystyle d=k\sigma } ou mais longe de sua média é no máximo {\displaystyle 1/k^{2}=\sigma ^{2}/d^{2}}:
{\displaystyle \Pr(|X-{\mathbf {E} }(X)|\geq d\ )\leq {\frac {\sigma ^{2}}{d^{2}}}.}
A desigualdade de Chebyshev é usada para provar a lei fraca dos grandes números.
O teorema de Bertrand–Chebyshev (1845, 1852) afirma que para qualquer {\displaystyle n>3}, existe um número primo {\displaystyle p} tal que {\displaystyle n<p<2n}. Isso é uma consequência das desigualdades de Chebyshev para o número {\displaystyle \pi (n)} de números primos menores que {\displaystyle n}:
para {\displaystyle x} suficientemente grande, {\displaystyle A{\frac {x}{\log(x)}}<\pi (x)<{\frac {6A}{5}}{\frac {x}{\log(x)}}\;{\text{, com }}\;A\approx 0,92129.}
Cinquenta anos depois, em 1896, o célebre teorema dos números primos foi provado, independentemente, por Jacques Hadamard e Charles Jean de la Vallée Poussin:
{\displaystyle \lim _{x\to \infty }{\frac {\;\pi (x)\log(x)\;}{x\;}}=1}
usando ideias introduzidas por Bernhard Riemann.
Chebyshev também é conhecido pelos polinômios de Chebyshev e pelo viés de Chebyshev – a diferença entre o número de primos que são congruentes a 3 (módulo 4) e 1 (módulo 4).
Chebyshev foi a primeira pessoa a pensar sistematicamente em termos de variáveis aleatórias e seus momentos e expectativas.

## Legado

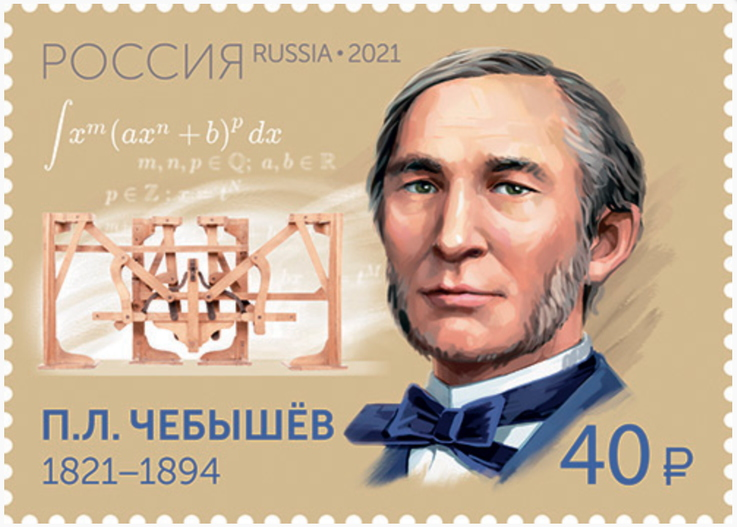
Chebyshev em um selo russo de 2021

Chebyshev é considerado um dos pais fundadores da matemática russa. Entre seus alunos bem conhecidos estavam os matemáticos Dmitry Grave, Aleksandr Korkin, Aleksandr Lyapunov e Andrei Markov. De acordo com o Mathematics Genealogy Project, Chebyshev tem 17.533 "descendentes" matemáticos até janeiro de 2025.
A cratera lunar Chebyshev e o asteroide 2010 Chebyshev foram nomeados para honrar suas maiores realizações no campo matemático.

## Publicações
- Tchebychef, P. L. (1899),  Markov, Andrey Andreevich; Sonin, N., eds., Oeuvres, I, New York: Commissionaires de l'Académie impériale des sciences, MR 0147353, Reimpresso por Chelsea 1962
- Tchebychef, P. L. (1907),  Markov, Andrey Andreevich; Sonin, N., eds., Oeuvres, II, New York: Commissionaires de l'Académie impériale des sciences, MR 0147353, Reimpresso por Chelsea 1962
- Butzer, Paul; Jongmans, Francois (1999), «P. L. Chebyshev (1821–1894): A Guide to his Life and Work», Journal of Approximation Theory, 96: 111–138, doi:10.1006/jath.1998.3289Referências

1. 1 2 3 4 5 6 7  Pafnuty Chebyshev. Encyclopaedia Britannica
2. 1 2  «Pafnuty Lvovich Chebyshev». MacTutor. Consultado em 22 novembro 2024
3. 1 2  Pafnuty Lvovich Chebyshev – Britannica Online Encyclopedia
4. ↑  Chebyshev, Pafnutiĭ L'vovich, no MathSciNet.
5. 1 2 3 4 5 6 7 8  Biography in MacTutor Archive
6. 1 2 3 4 5 6  Tapia, Victor (2025). «Chebyshev and Garment Cutting: Debunking Some Myths». The Mathematical Intelligencer: 1–5. doi:10.1007/s00283-025-10409-x
7. ↑  Biography in MacTutor Archive
8. 1 2  Tchebichef (1852). «Mémoire sur les nombres premiers». Journal de Mathématiques Pures et Appliquées (em francês): 366–390. ISSN 1776-3371. Consultado em 26 novembro 2024 Tradução para o inglês por Mike Bertrand (5 novembro 2020).
9. ↑  Hadamard, Jacques (1896), «Sur la distribution des zéros de la fonction ζ(s) et ses conséquences arithmétiques.», Société Mathématique de France, Bulletin de la Société Mathématique de France, 24: 199–220, cópia arquivada em 10 de setembro de 2024
10. ↑  de la Vallée Poussin, Charles-Jean (1896), «Recherches analytiques sur la théorie des nombres premiers.», Imprimeur de l'Académie Royale de Belgique, Annales de la Société scientifique de Bruxelles, 20 B; 21 B: 183-256, 281-352, 363-397; 351-368
11. ↑  Rubinstein, Michael; Sarnak, Peter (1994). «Chebyshev's Bias». Experimental Mathematics. 3 (3): 173–197. ISSN 1058-6458. doi:10.1080/10586458.1994.10504289
12. ↑  Mackey, George (julho 1980). «Harmonic analysis as the exploitation of symmetry-a historical survey». Bulletin of the American Mathematical Society. New Series. 3 (1): 549. doi:10.1090/S0273-0979-1980-14783-7. hdl:1911/63317
13. ↑  Pafnuti Tchebychev (em inglês) no Mathematics Genealogy Project
14. ↑  Schmadel, Lutz D. (2007). «(2010) Chebyshev». Dictionary of Minor Planet Names. [S.l.]: Springer Berlin Heidelberg. p. 163. ISBN 978-3-540-00238-3. doi:10.1007/978-3-540-29925-7_2011